# ترانزیستور اتصال‌نقطه‌ای

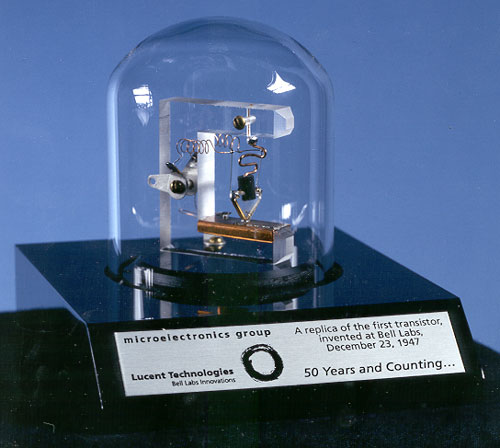
یک المثنی مُسَبَک (stylized) از ترانزیستور اتصال‌نقطه‌ای که در ۲۳ دسامبر ۱۹۴۷ در آزمایشگاه‌های بل اختراع شد

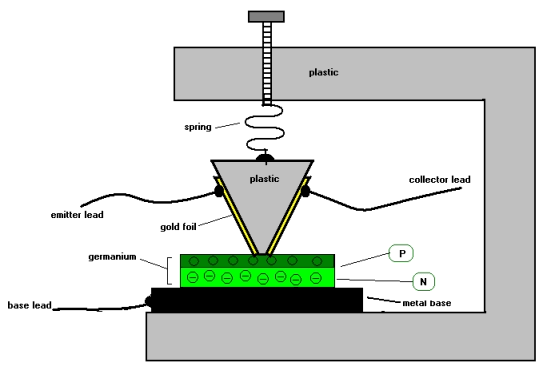
شمای ترانزیستور اتصال‌نقطه‌ای

ترانزیستور اتصال‌نقطه‌ای نخستین گونهٔ ترانزیستور حالت جامد ساختهٔ بشر است. این ترانزیستور برای اولین بار در ۲۳ دسامبر ۱۹۴۷ در آزمایشگاه‌های بل به نمایش درآمد. سازندگان ترانزیستور اتصال‌نقطه‌ای، جان باردین و والتر هاوسر براتین به سرپرستی ویلیام شاکلی بودند که بعدها برای ابداعشان جایزهٔ نوبل را دریافت کردند. عبارت «اتصال‌نقطه‌ای» در این ترانزیستور به ساختمان آن اشاره دارد. این ترانزیستور که از نظر تحمل توان الکتریکی و فرکانس کاری مشخصه‌های مطلوبی نداشت، نویز زیادی تولید می‌کرد و پایداری خوبی از خود نشان نمی‌داد، در در اوایل سال ۱۹۵۱ میلادی و با مشخص‌شدن برتری‌های ترانزیستور پیوندی جای خود را به آن داد.
اختراع ترانزیستور اتصال‌نقطه‌ای حاصل تلاش‌های نافرجام برای ساخت یک ترانزیستور اثر میدان بود.

## یادداشت
1. ↑  ویژگی آثار و دست ساخته های جوامع ابتدایی و باستانی که به لحاظ سبکی از سنتی غیرواقع گرا پیروی می کنند که در آن اشکال طبیعی به صورت هندسی و اغراق آمیز ساده شده است